# Holanthias
Holanthias – rodzaj ryb okoniokształtnych z rodziny strzępielowatych.

## Klasyfikacja
Gatunki zaliczane do tego rodzaju:
- Holanthias caudalis
- Holanthias fronticinctus